# نظرية ستراوس-هاو الجيلية

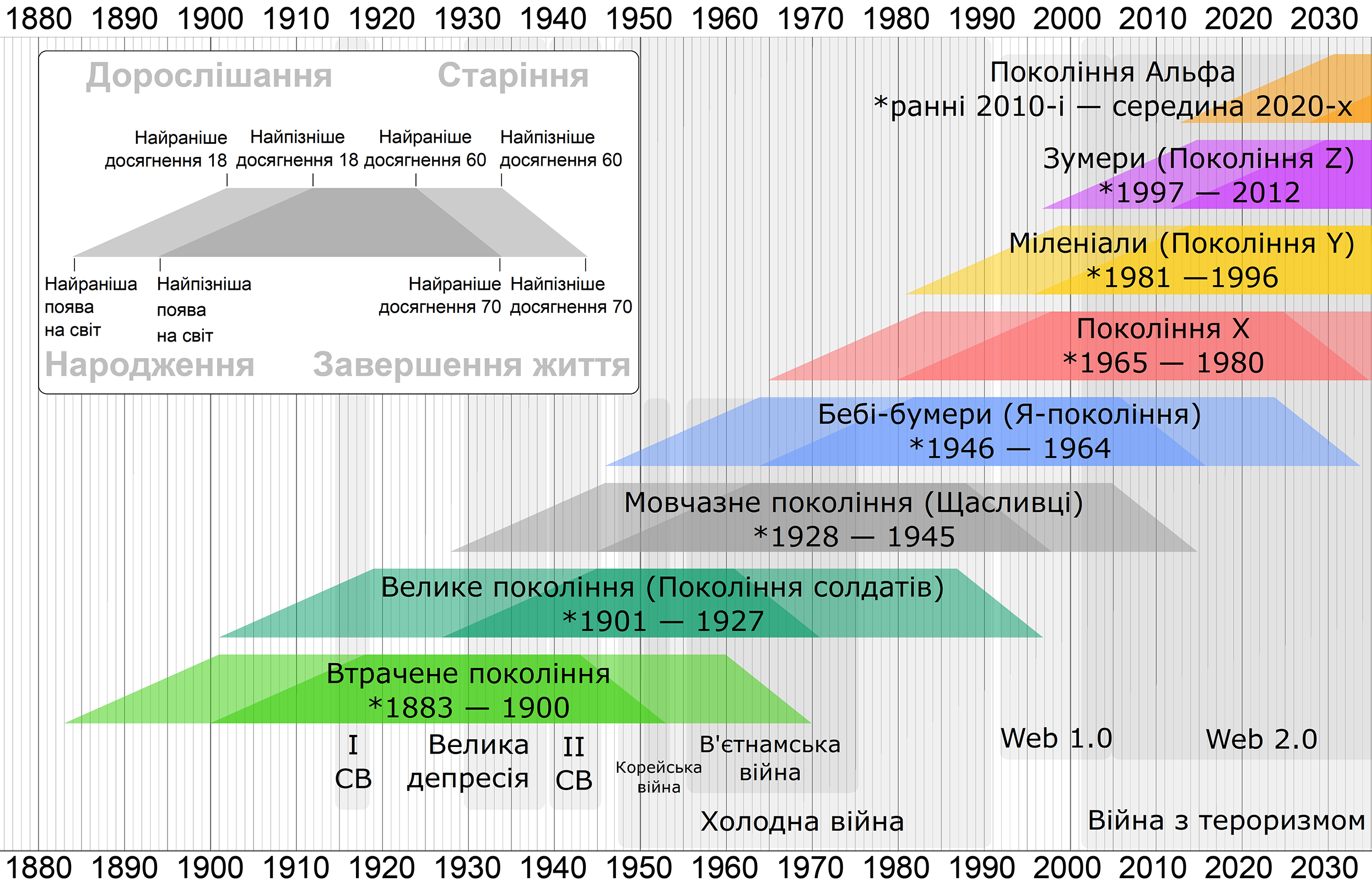

نظرية ستراوس-هاو الجيلية (أو ما يعرف أيضًا بنظرية الحلقة الرابعة) هي نظرية من تطوير المؤلفين ويليام ستراوس ونيل هاو، وهي تفترض وجود دورة أجيال متكررة في التاريخ الأمريكي. طبقًا لتلك النظرية فإن الأحداث التاريخية تقترن بوجود شخصيات تتكرر أشباهها مع كل جيل جديد (تُعرف بالنماذج الأصلية). وتطلق كل شخصية جديدة العنان لعصر جديد (يُعرف بالحلقة الجيلية) حيث يتولد مناخ اجتماعي وسياسي واقتصادي جديد. في العادة تصمد الحلقات الجيلية لمدة تتراوح من 20 إلى 22 سنة، وهي تشكل جزءًا من دورة أكبر تُعرف باسم «دورة حياة البشر» (وهي فترة طويلة تتراوح بين 80-90 سنة تقارب فترة حياة الإنسان، وهي تُعرف بالوقت اللازم لاستبدال جميع سكان الأرض من البشر، وقد تتجاوز بعض الدورات تلك المدة). وتفترض النظرية أنه بعد كل دورة حياة بشرية جديدة تندلع أزمة متكررة في تاريخ الولايات المتحدة تتبعها فترة استشفاء (حلقة القمة). تتميز فترة الاستشفاء تلك بقيم اجتماعية ومؤسسية قوية. وفي نهاية المطاف تهاجم شخصيات الجيل الجديد المؤسسات القديمة وتضعفها بدعوى الرغبة في الاستقلالية والتمسك بالفردية ما يؤدي في النهاية إلى نشوء مناخ سياسي متقلب يعزز الظروف التي تؤدي إلى حدوث أزمة جديدة، وهلم جرًا.
وضع كلًا من ستراوس وهاو الأسس التي تستند عليها نظريتهم في كتاب «الأجيال (1991)» الذي يناقش تاريخ الولايات المتحدة باعتباره سلسلة من الأجيال المتعاقبة تعود في أصلها إلى عام 1584. وفي كتابهما المعروف باسم «الحلقة الرابعة (1997)» استفاض الكاتبان في شرح نظريتهما التي تختص بوصف دورة الأجيال التي تتألف من أربع مراحل، وأجواء العصور المتكررة في تاريخ الولايات المتحدة. ومنذ ذلك الحين أضاف الكاتبان مزيدًا من التفاصيل إلى مفهومها الجديد من خلال عدة منشورات متنوعة. وقد طور الكاتبان هذا المفهوم بغرض وصف تاريخ الولايات المتحدة بما فيها المستعمرات الثلاث عشرة وأسلافها البريطانية. كما ناقش الكاتبان النزعات الجيلية في أماكن أخرى في العالم ولاحظا وجود دورات جيلية متشابهة في عدة بلدان متقدمة.
تباينت الآراء حول تلك النظرية، فقد أشاد البعض بستراوس وهاو إعجابًا بأعمالهما الجريئة والإبداعية، بينما انتقد البعض الآخر تلك النظرية لكونها حتمية بشكل مبالغ فيه وغير قابلة للتفنيد إلى جانب أنها لا تستند على أدلة قوية. وقد ركز النقاد على غياب الأدلة التجريبية القوية التي من شأنها أن تثبت مزاعم النظرية، واعتقاد المؤلفين بأن الفئات الجيلية تتفوق في قوتها ونفوذها على الفئات الاجتماعية الأخرى مثل الفئات الاقتصادية، والأعراق، والجنس، والدين، والأحزاب السياسية.
ويرى العديد من علماء التاريخ الأكاديميين أن أعمال ستراوس وهاو لا تتجاوز في مصداقيتها علم التنجيم أو نصوص نوستراداموس. كما وُصفت نظرية ستراوس-هاو بالعلم الزائف من قبل بعض المؤرخين والصحفيين، ويرى بعضهم أنها محض اختلاقات تاريخية تفصيلية لا يمكنها الصمود أمام التمحيص الأكاديمي.

## تعريف الأجيال
عرّف ستراوس وهاو الجيل الاجتماعي بأنه مجموع كل الأشخاص المولودين في خلال فترة مدتها 20 سنة تقريبًا أو ما يقارب مدة مرحلة واحدة من مراحل الحياة الأربعة: الطفولة، والشباب، ومنتصف العمر، والشيخوخة. ويمكن تحديد الأجيال (بداية من أول تاريخ ميلاد إلى آخره) عن طريق دراسة الفئات الديموغرافية في تلك الفترة التي تتشارك في ثلاثة معايير. أولًا، يجب أن يتشارك جميع أفراد الجيل في نفس الموقع العمري داخل التاريخ، إذ أنهم يواجهون نفس الأحداث التاريخية الرئيسية والنزعات الاجتماعية مع مرورهم بنفس المرحلة العمرية في ذات الوقت. وفي ضوء ذلك فإن أفراد الجيل الواحد يتأثرون بالعصور التي تواجههم في فترة الطفولة والشباب بصفة مستديمة، ولاحقًا نجد أنهم يتشاركون في نفس المعتقدات والسلوكيات. ونتيجة لإدراك أفراد الجيل بالتجارب والصفات المشتركة بينهم يتولد بداخلهم إحساسًا بالانتماء إلى هذا الجيل المعين.
واستند المؤلفان في تعريفهما للجيل على أعمال عدة مؤلفين ومفكرين اجتماعيين بما فيهم المؤلفين القدماء مثل بوليبيوس وابن خلدون وصولًا إلى علماء الاجتماع المحدثين مثل خوسيه أورتيجا أي جاسيت، وكارل مانهايم، وجون ستوارت ميل، وإميل ليتريه، وأوغست كومت، وفرانسواه مونتريه.

## الحلقات الجيلية
وصف ستراوس وهاو في كتاب الأجيال نمطًا افتراضيًا في الأجيال التاريخية التي تطرقا إلى دراستها، وذكرا أنها تتمحور حول أحداث جيلية أطلقوا عليها اسم الحلقات. ثم استفاض الكاتبان في كتاب الحلقة الرابعة في وصف دورة الأجواء المزاجية والاجتماعية التي تتكرر في كل عصر جديد وتتألف من أربع مراحل أطلقوا عليها اسم الحلقات. تتضمن تلك الحلقات الأربعة: القمة، والصحوة، والانكشاف، والأزمة.

## القمة
طبقًا لستراوس وهاو فإن الحلقة الأولى هي حلقة القمة التي تعقب حدوث الأزمة مباشرة. وفي خلال مرحلة القمة تتمتع المؤسسات بالقوة والنفوذ بينما تتلاشى الفردية، إذ يطمئن المجتمع إلى المسار الذي سوف يسلكه إجمالًا رغم تضجر المعارضين لرأي الأغلبية من الامتثال للقواعد.
طبقًا للمؤلفين فإن أقرب قمة في التاريخ الأمريكي هي فترة ما بعد الحرب العالمية الثانية بداية من عام 1946 وانتهاءً باغتيال جون إف كينيدي في 22 نوفمبر 1963.

## الصحوة
طبقًا لتلك النظرية فإن الحلقة الثانية هي الصحوة. في تلك المرحلة تُهاجم المؤسسات بدعوى الاستقلالية الشخصية والروحية. فعندما يقترب المجتمع من الوصول إلى ذروة التقدم الجمهوري يشرع الناس في التضجر من الانضباط الاجتماعي بشكل فجائي وتجتاحهم الرغبة في استرداد إحساسهم بالوعي الذاتي والروحانية والمصداقية الشخصية. إذ يرى النشطاء اليافعون أن مرحلة القمة ما هي إلا عصر بائد يتسم بالفقر الثقافي والروحاني.
يزعم ستراوس وهاو أن أقرب صحوة في التاريخ الأمريكي هي «الثورة الواعية» التي تتضمن انتفاضات الحُرُم الجامعية والأحياء المدنية بداية من منتصف الستينات وانتهاءً بانتفاضات الضرائب في مطلع الثمانينيات.

## الانكشاف
طبقًا لستراوس وهاو فإن الحلقة الثالثة هي الانكشاف. وتُعد أجواء تلك المرحلة نقيضًا لمرحلة القمة، إذ يضعف فيها نفوذ المؤسسات وتنعدم ثقة الناس بها، بينما تزدهر الفردية. يقول الكاتبان أن القمة تأتي بعد الأزمة مباشرة عندما يرغب المجتمع في أن يتحد من جديد لمنع الدمار والموت الذي وقع في الأزمة السابقة. أما الانكشاف فيأتي بعد الصحوة عندما يرغب المجتمع في الانقسام والتلذذ بالحياة. ويزعم الكاتبان أن أقرب مرحلة انكشاف في الولايات المتحدة تبدأ من الثمانينيات وتتضمن فترة الازدهار الاقتصادي في التسعينيات والحرب الثقافية التي بدأت في التسعينيات.

## الأزمة
طبقًا للمؤلفين فإن الحلقة الرابعة هي الأزمة؛ عصر الدمار والخراب. في العادة تتضمن تلك المرحلة فترة حرب أو ثورة ما حيث تنهدم الحياة المؤسسية ثم يُعاد تأسيسها من جديد كرد فعل للخطر المحسوس الذي يهدد فرص الوطن في النجاة. بعد انتهاء الأزمة تدب الحياة في السلطة المدنية من جديد، وتتوجه التعبيرات الثقافية نحو مصلحة المجتمع العامة، ويبدأ الناس في تقبل وضعهم داخل مجموعة كبيرة من البشر.
يرى المؤلفان أن الحلقة الرابعة السابقة في تاريخ الولايات المتحدة بدأت مع انهيار سوق الأسهم الأمريكية في عام 1929 ووصل إلى ذروته في نهاية الحرب العالمية الثانية. وقد عاش الجيل الأعظم (الجيل المولود في الفترة 1901-1921، والذي أطلق الكاتبان على أفراده لقب نماذج الأبطال الأصلية) فترة شبابه في أثناء ذلك العصر. ويزعم الكاتبان أن ثقة هذا الجيل وتفاؤله ونظرته الجماعية العامة هي الصفات التي مهدت إلى قيام ذروة هذا العصر. ويؤكد المؤلفان أن جيل الألفية (المولود في الفترة 1982-2004) تظهر عليه عدة صفات وسمات مشابهة لشباب الجيل الأعظم، ومن بينها: زيادة الانخراط المدني، وتحسن السلوكيات، والثقة الجماعية.